# Spook Louder
Spook Louder é um filme de curta-metragem estadunidense de 1943, dirigido por Del Lord. É o 69º de um total de 190 filmes da série com os Três Patetas produzida pela Columbia Pictures entre 1934 e 1959.

## Enredo
Um investigador excêntrico (J.O. Dunkfeather, chamado de Professor Picareta pela dublagem brasileira original, interpretado por Lew Kelly) é entrevistado por um repórter de jornal sobre a captura de espiões inimigos pelos Três Patetas. Ele começa a narrar os fatos mostrados em flashback, iniciados quando o trio atrapalhado trabalhava como vendedores e ia de casa em casa oferecendo uma "milagrosa máquina de redução" (provavelmente recomendada para gordos pois a primeira dona de casa que encontram é exageradamente magra). A máquina produz choques e descargas elétricas (o que lembra uma cadeira elétrica) conforme demonstra Curly.Ao chegarem a uma casa afastada, o trio é confundido pelo proprietário, o inventor Graves (Ted Lorch), que pensa que são os funcionários que mandara chamar para proteger sua invenção (uma máquinas de raios mortais) que ficará na casa enquanto ele viaja até Washington, D.C.. Quando os Patetas estão sozinhos na casa, três espiões estrangeiros invadem o lugar vestidos com disfarces do Halloween (um esqueleto, um diabo com chifres e um coveiro) e tentam assustá-los. Além dos inimigos, uma misteriosa pessoa atira tortas em todos, o que atiça a curiosidade do repórter que quer repetidamente saber quem é. Ao terminar a história com a prisão dos inimigos pelos Patetas, o professor revela-se como quem jogava as tortas. Mas imediatamente recebe uma no rosto acompanhada do som de uma risada histérica e o filme termina sem que se saiba quem a arremessou.

## Cultura popular
- Muitas cenas de Spook Louder aparecem no filme de 1992 Radio Flyer.